# Beste Freunde küsst man nicht!
Beste Freunde küsst man nicht! (Hindi: मुझसे दोस्ती करोगे, mujhase dostī karoge; übersetzt: Lass uns Freunde sein!) ist ein Hindi-Film von Kunal Kohli aus dem Jahr 2002.
Der Film beinhaltet ein Medley von bekannten Bollywoodliedern, unter ihnen das Titellied aus Kuch Kuch Hota Hai und Mehndi Laga Ke Rakhna aus Dilwale Dulhania Le Jayenge.

## Handlung
Raj, Pooja und Tina sind Freunde seit ihrer Kindheit. Da Raj sich schon immer von der schönen Tina angezogen gefühlt hat, weiß er nichts von Poojas Gefühlen für ihn.
Rajs Vater entscheidet sich, wegen seines Berufs mit seiner Familie nach England zu ziehen, und Raj geht mit ihm. Tina nimmt Raj das Versprechen ab, mit ihm über E-Mail in Kontakt zu bleiben. Aber Tina beschäftigt sich schnell mit anderen Dingen, weswegen es in Wirklichkeit Pooja ist, die Raj schreibt; allerdings unterschreibt sie immer mit Tinas Namen. Nach einigen Jahren kehrt Raj nach Indien zurück, um Pooja und Tina wiederzusehen. Er hat sich in das Mädchen, dem er all die Jahre geschrieben hat, verliebt und glaubt, es sei Tina, obwohl es eigentlich Pooja ist.
Als sich die drei zum ersten Mal wiedersehen, ignoriert Raj Pooja völlig und während seiner zwei Wochen Aufenthalt bemerkt er, dass die echte Tina sich sehr von der Tina aus seinen Briefen unterscheidet. Er beginnt, Pooja zu mögen, aber bemerkt nicht, dass er sich in sie verliebt hat.
Raj kehrt nach England zurück und Pooja folgt ihm – und schließlich findet er heraus, dass Pooja ihm all die Briefe geschrieben hat. Sie gestehen einander ihre Liebe und wollen heiraten. In Indien jedoch ist Tinas Vater gestorben und Pooja weigert sich, Raj zu heiraten, da sie glaubt, er sei das Einzige, was Tina nach dem Tod ihres Vaters noch hat. Rajs Eltern entscheiden, dass Raj Tina heiraten soll, aber Raj möchte ihnen viel lieber mitteilen, dass er Pooja bevorzugt. Pooja jedoch weigert sich noch immer, Raj zu heiraten und daher schwört er aus Wut und Verzweiflung heraus, dass er Tina nur heiraten wird, wenn Pooja jemanden anderen am gleichen Tag heiratet.
Pooja gelingt es, sich mit einem Freund von Raj, Rohan Verma zu verloben und sie werden am gleichen Tag heiraten, wie Raj und Tina. Rohan bemerkt, dass etwas nicht stimmt und dass Pooja in Raj verliebt ist, aber er hält die Maskerade aufrecht. Am Tag der Hochzeit, mit ein wenig Hilfe der Götter, findet Tina heraus, dass Raj in Pooja verliebt ist und gibt ihn um Poojas Willen frei; und Raj und Pooja können doch heiraten.

## Musik
| Titel                  | Sänger                                                    | Länge |
| ---------------------- | --------------------------------------------------------- | ----- |
| „Andekhi Anjaani“      | Lata Mangeshkar und Udit Narayan                          | 06:20 |
| „Jaane Dil Mein“       | Lata Mangeshkar und Sonu Nigam                            | 05:48 |
| „Jaane Dil Mein 2“     | Lata Mangeshkar und Sonu Nigam                            | 02:50 |
| „Mujhse Dosti Karoge“  | Asha Bhosle, Udit Narayan & Alka Yagnik                   | 05:03 |
| „Oh My Darling“        | Alisha Chinai und Sonu Nigam                              | 06:09 |
| „Saanwali Si Ek Ladki“ | Udit Narayan                                              | 03:38 |
| „The Medley“           | Lata Mangeshkar, Udit Narayan, Sonu Nigam & Pamela Chopra | 12:06 |

## Synchronisation
| Darsteller     | Rolle        | Synchronsprecher   |
| -------------- | ------------ | ------------------ |
| Rani Mukerji   | Pooja Sahani | Tanja Geke         |
| Kareena Kapoor | Tina Kapoor  | Shandra Schadt     |
| Hrithik Roshan | Raj Khanna   | Norman Matt        |
| Uday Chopra    | Rohan Verma  | Dennis Schmidt-Foß |

## Hintergrund
- Für das Medley wählte Rahul Sharma 18 Songs aus 250 möglichen
- Einige Songs aus dem Medley:
  - Jhoot Bole Kauva Kaate aus Bobby (1973)
  - Kaho Naa Pyaar Hai aus Kaho Naa Pyaar Hai (2000)
  - Kuch Kuch Hota Hai aus Kuch Kuch Hota Hai (1998)
  - Le Jayenge Le Jayenge aus Chor Machaye Shor (1974)
  - Mehndi Laga Ke Rakhna aus Dilwale Dulhania Le Jayenge (1995)
  - Mere Dil Mein Aaj Kya Hai aus Daag (1952)
  - Na Mangun Sona Chandi aus Bobby (1973)
  - Yeh Galiyan Yeh Chaubara aus Prem Rog (1982)

- Für den Song Oh my Darling dachte sich Kareena Kapoor die Choreografie selbst aus